# Buglya Sándor
Buglya Sándor (Újkécske, 1945. december 16. –) Balázs Béla-díjas magyar filmrendező, operatőr, producer, egyetemi tanár, érdemes művész.

## Élete
A budapesti Rákóczi Gimnáziumban érettségizett. 1964–1970 között a Semmelweis Orvostudományi Egyetem hallgatója, 1965–1972 között amatőrfilmes, 1968–1977 között a Magyar Amatőrfilmes Szövetség főtitkára volt. 1972–1976 között a Színház- és Filmművészeti Főiskola hallgatója volt. 1974 óta a Nemzetközi Amatőrfilmes Szövetség elnökségi tagja. 1976 óta a Mafilm rendező-operatőre. 1983 óta Színház- és Filmművészeti Főiskola oktatója és a Klagenfurti Egyetem meghívott oktatója. 1987 óta a Movi rendező-operatőre. 1989 óta a Magyar Független Film és Video Szövetség elnöke. 1992 óta a Duna Televízió dramaturgja. 1994 óta a Dunatáj Alapítvány kuratóriumának elnöke. 2002 óta a gödöllői Szent István Egyetem oktatója. 2002–2005 között tanulmányokat folytatott a Színház és Filmművészeti Egyetem (DLA – Doctor of Liberal Arts). 2004 óta a Sapientia Erdélyi Magyar Tudományegyetem fotó-filmművészet-média szakának szakmai vezető tanára. 2005-ben doktorált a Színház- és Filmművészeti Egyetemen.

## Filmjei
- Ők is segítenek (1975)
- Közös erővel (1975)
- A szabadidő körlete (1975)
- A béke hadserege (1975)
- Az értelmiség vidéken (1976–1978)
- Találkozás a katonai fegyelemmel (1976)
- Felnőtt fejjel (1976)
- Leszerelés után (1978)
- Égési sérülés esetén (1978)
- Változatok gyermekhangra (1979)
- …ahogyan láttam, és ahogyan elképzelem… (1980)
- Látomás az üveggyárban (1981)
- Kell, hogy fontos legyek valahol (1982)
- Csoport és közösség (1982)
- Minden tizedik (1983)
- Sváb passió (1990)
- Kerékpáros abc (1992)
- 1956 október (1993)
- Homoród (film)

## Díjai, elismerései
- Balázs Béla-díj (1994)
- Csokonai Vitéz Mihály-díj (2005)